# Uvariastrum hexaloboides
Uvariastrum hexaloboides är en kirimojaväxtart som först beskrevs av Robert Elias Fries, och fick sitt nu gällande namn av Robert Elias Fries. Uvariastrum hexaloboides ingår i släktet Uvariastrum och familjen kirimojaväxter. Inga underarter finns listade i Catalogue of Life.